# بندرمقام
بندرمقام، روستایی در دهستان مقام بخش شیبکوه شهرستان بندر لنگه در استان هرمزگان ایران است. این روستا، مرکز دهستان مقام است.

## جمعیت
بر پایه سرشماری عمومی نفوس و مسکن در سال ۱۳۹۵، جمعیت این روستا برابر با ۱٬۹۵۵ نفر (۴۷۹ خانوار) بوده است.